# Исаково (Коськовское сельское поселение)
Исаково — деревня в Коськовском сельском поселении Тихвинского района Ленинградской области.

## История
Деревня Исакова упоминается на «Специальной карте западной части России» Ф. Ф. Шуберта 1844 года.

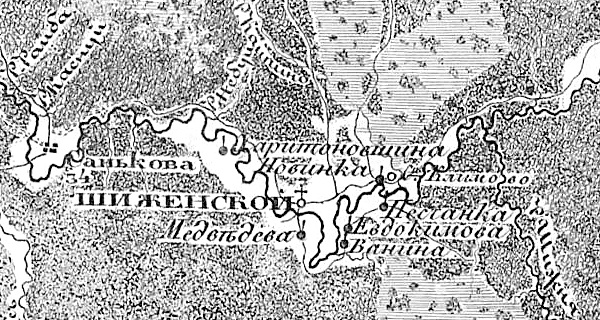
Деревня Исаково (Шиженской) на карте 1847 года

На семитопографической карте Новгородской губернии 1847 года деревня обозначена как Шиженской погост.

ИСАКОВО — деревня Исаковского общества, прихода Шиженского погоста.

Крестьянских дворов — 26. Строений — 49, в том числе жилых — 40. Водяная мельница и питейный дом.

Число жителей по семейным спискам 1879 г.: 83 м. п., 72 ж. п.; по приходским сведениям 1879 г.: 77 м. п., 63 ж. п.

В деревне Исаково было три церкви:
- Преображения Господня (деревянная, до 1582 года; каменная, до 1700 года). Не действовала с 1933 года, закрыта в 1939 году, разрушена не ранее 1940-х годов.
- Успения Пресвятой Богородицы (деревянная, до 1582 года; деревянная, 1691—1696 гг.). Здание разрушено после 1950 года.
- Святого Николая Чудотворца, церковь деревянная, была построена в 1906 году. Церковь была закрыта в 1929 году. Через несколько лет в ней организовали сельский клуб. В 1997 году при активном участии Кузнецова Николая Ивановича церковь была восстановлена и возвращена общине[4].

В 1887 году была организована первая церковно-приходская школа при Спасо-Преображенской церкви.
В конце XIX — начале XX века деревня административно относилась к Саньковской волости 1-го земского участка 2-го стана Тихвинского уезда Новгородской губернии.

ИСАКОВО — деревня Исаковскаго земского общества при реке Шижня, число дворов — 39, число домов — 39, число жителей: 115 м. п., 117 ж. п.; 3 мелочных лавки. (1910 год)

С 1917 по 1918 год деревня входила в состав Саньковской волости Тихвинского уезда Новгородской губернии. 
С 1918 года в составе Череповецкой губернии.
С 1924 года в составе Прогальской волости.
С 1927 года в составе Шиженского сельсовета Тихвинского района.
В 1928 году население деревни Исаково составляло 240 человек.
Согласно карте Ленинградской области Северо-западного аэрогеодезического треста ГГУ издания 1932 года деревня насчитывала 31 крестьянский двор. В деревне находился сельсовет и мукомольная водяная мельница.
По данным 1933 года деревня Исаково являлась административным центром Шиженского сельсовета Тихвинского района, в который входили 11 населённых пунктов: деревни Исаково, Новинка, Медвежий Двор, Саньково, Харитоновщина, Ваньково, Лавдуши, Евдокимово, Лухта, Песчанка и хутор Завод, общей численностью населения 1590 человек.
По данным 1936 года в состав Шиженского сельсовета с центром в деревне Исаково входили 9 населённых пунктов, 326 хозяйств и 8 колхозов.
В 1961 году население деревни Исаково составляло 125 человек.
В 1964 году в деревне был установлен памятник землякам, погибшим на фронтах Великой Отечественной войны.
По данным 1966 и 1973 годов деревня Исаково являлась административным центром Шиженского сельсовета.
По данным 1990 года деревня Исаково входила в состав Шиженского сельсовета Тихвинского района, административным центром сельсовета являлась деревня Коськово.
Численность населения деревни Исаково Шиженской волости в 1997 году — 101 человек, в 2002 году — 78 человек (русские — 96 %).
В 2007 году в деревне Исаково Коськовского сельского поселения проживали 79 человек.

## География
Деревня расположена в северо-западной части района на автодороге 41К-886 (Коськово — Исаково).
Расстояние до административного центра поселения — 13 км. Расстояние до районного центра — 65 км.
Расстояние до ближайшей железнодорожной станции Тихвин — 66 км.
Деревня находится на правом берегу реки Шижня.

## Демография
| 1910 | 1997 | 2007 | 2010 | 2017 |
| ---- | ---- | ---- | ---- | ---- |
| 232  | ↘101 | ↘79  | ↘40  | ↗73  |

### Национальный состав
Согласно данным Всероссийской переписи населения 2021 года в деревне проживали 22 человека, из них:
 русские — 21, украинцы — 1 человек.

## Известные уроженцы, жители
- Орлов, Сергей Николаевич (1906—1992) — советский археолог, историк.

## Предприятия и организации
- Отделение почтовой связи
- Магазин

## Достопримечательности
- Церковь Святого Николая Чудотворца.
- Памятник погибшим землякам на фронтах Великой Отечественной войны.

## Транспорт
Исаково связано с районным центром автобусом № 164 Тихвин — Исаково.

## Улицы
Поспеловская, Прохоровская.